# Monumento a Lincoln
El Monumento a Lincoln (Lincoln Memorial en inglés), situado en uno de los extremos horizontales del National Mall de Washington D. C., Estados Unidos, es un monumento conmemorativo creado para honrar la memoria del presidente Abraham Lincoln.
El edificio tiene forma de templo griego dórico, y tiene una gran escultura de Abraham Lincoln sentado e inscripciones de dos conocidos discursos de Lincoln. En este monumento han tenido lugar muchos discursos importantes, incluyendo el de Martin Luther King "Yo tengo un sueño", que fue pronunciado el 28 de agosto de 1963 durante la manifestación al final de la Marcha en Washington por el Trabajo y la Libertad.
Al igual que otros monumentos del National Mall, incluyendo el cercano Monumento a los Veteranos del Vietnam, el Monumento a los Veteranos de la guerra de Corea y el Monumento Nacional a la Segunda Guerra Mundial, el monumento a Lincoln está administrado por el Servicio Nacional de Parques de Estados Unidos bajo el grupo Parques del National Mall y Monumentos. El Monumento a Lincoln se unió a la lista del Registro Nacional de Sitios Históricos el 15 de octubre de 1966. Está abierto al público desde las 8 de la mañana hasta medianoche todo el año, salvo el día 25 de diciembre.

## Diseño y construcción

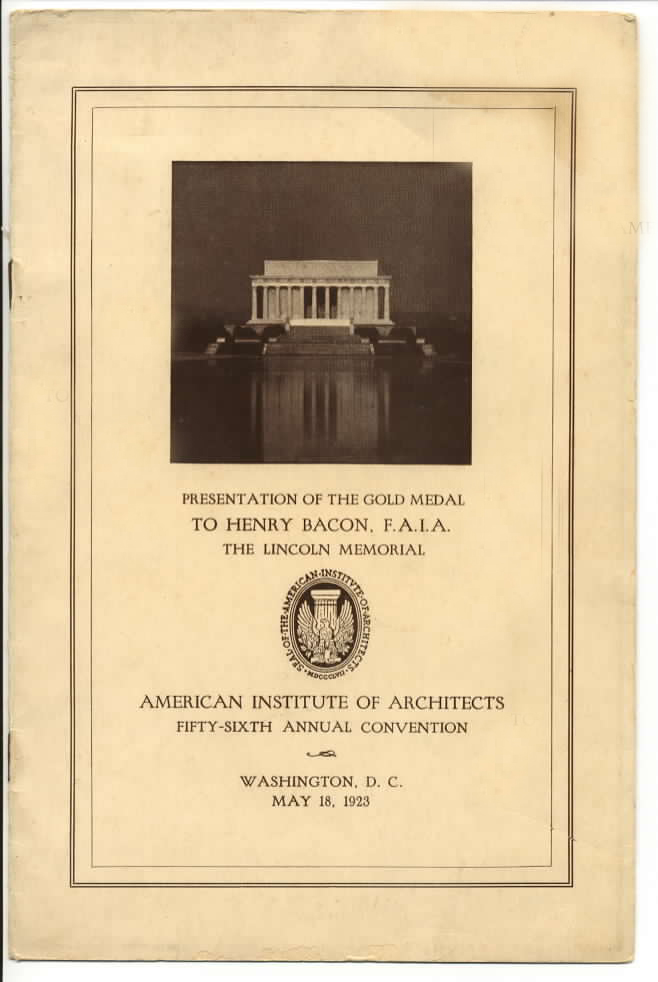
Programa de la medalla de oro de la AIA para Henry Bacon en 1923.

En marzo de 1867 el Congreso de los Estados Unidos encargó a la asociación Lincoln Monument la construcción de un monumento para Abraham Lincoln. Se avanzó poco en el proyecto hasta que se decidió la ubicación en 1901, en una zona pantanosa. El Congreso autorizó formalmente la construcción del monumento el 9 de febrero de 1911, y la primera piedra no se puso hasta el día del cumpleaños de Lincoln, el 12 de febrero de 1914. El monumento fue inaugurado por Warren G. Harding el 30 de mayo de 1922, y contó con la presencia del único hijo vivo del antiguo presidente, Robert Todd Lincoln. El arquitecto, Henry Bacon, fue un diseñador del movimiento Beaux-Arts y ganó gracias al monumento la medalla de oro del Instituto Americano de Arquitectos. Para el edificio se usó piedra caliza de Indiana y mármol de Colorado, sacado de la ciudad de Marble, Colorado. La escultura está hecha de mármol de Georgia. En un principio estaba bajo el control de la Oficina de Edificios y Parques Públicos, aunque se transfirió al Servicio Nacional de Parques el 10 de agosto de 1933.
El edificio adopta la forma clásica de los templos dóricos griegos, alejándose del típico estilo triunfalista romano que predomina en Washington. Tiene 36 columnas, con un tamaño de 10 metros de altura y rodean completamente una cella o naos que se eleva por encima del pórtico. Después de construirse, se pensó que quizás las 36 columnas podrían representar los 36 estados de la época de la muerte de Lincoln, así que se grabó los nombres en el entablamento de cada columna. Los nombres de los 48 estados cuando el monumento se acabó están grabados en las paredes exteriores del ático, y unas placas conmemorativas se añadieron con posterioridad para Alaska y Hawái.

## Interior

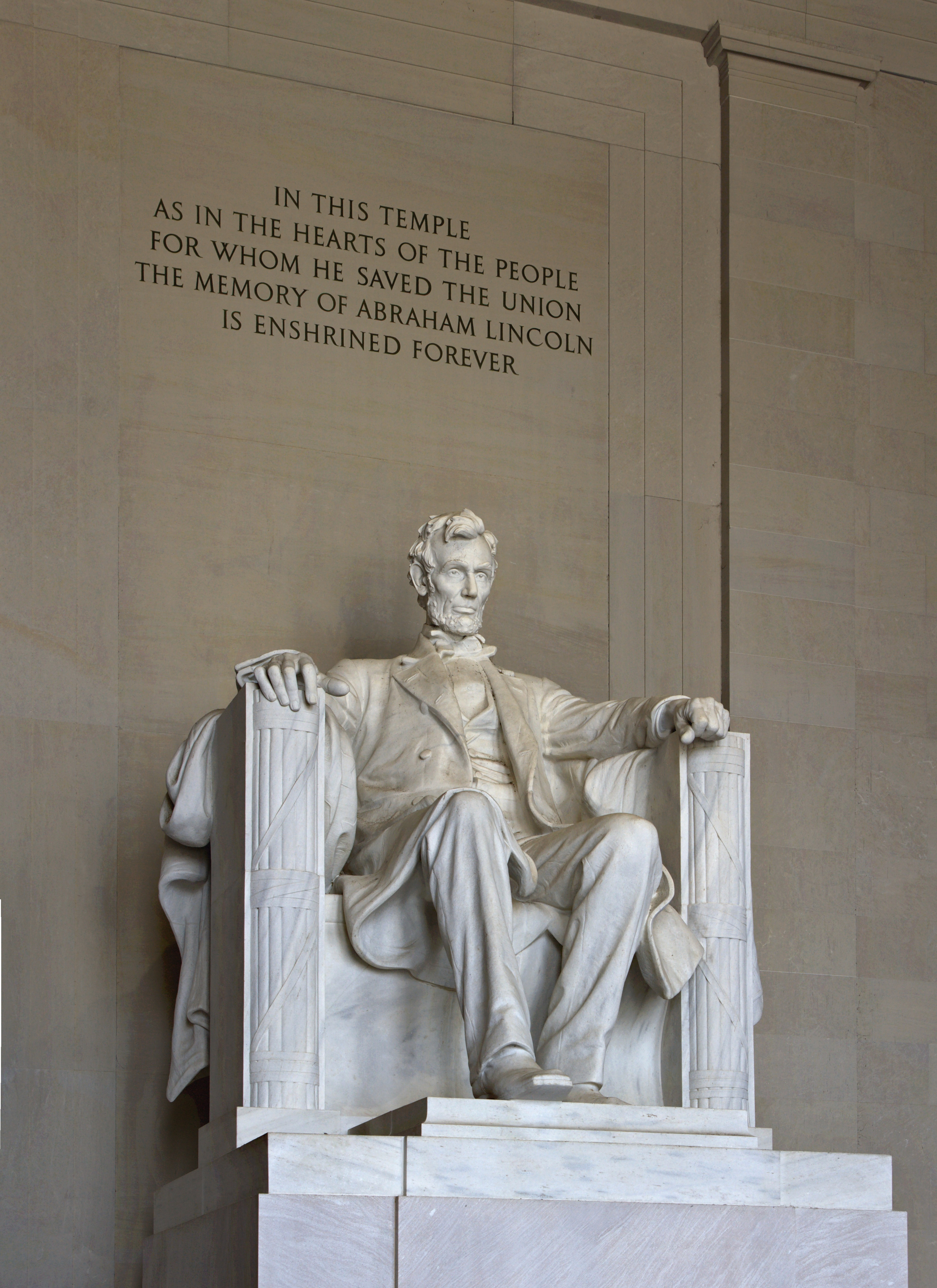
La Estatua de Abraham Lincoln de Daniel Chester French dentro del Monumento a Lincoln.

La parte principal del monumento es la estatua de Lincoln sentado hecha por Daniel Chester French. French estudió muchas de las fotos que Mathew Brady hizo a Lincoln, y mostró al presidente de forma pensativa, mirando al este hacia la Piscina Reflectante y al Monumento a Washington. Una de sus manos está cerrada, mientras que la otra está abierta. Debajo de ellas, las fasces romanas, símbolos de la autoridad de la República, están esculpidas en el relieve del asiento. La estatua se levanta a 6 metros de altura y tiene 6 metros de anchura. Fue moldeada por los hermanos Piccirilli de Nueva York en su estudio del Bronx a partir de 28 bloques de mármol.
La sala principal está flanqueada por otras dos salas. En una, el Discurso de Gettysburg está grabado en la pared sur, y en la otra, el segundo discurso inaugural de Lincoln está inscrito en la pared norte. Por encima de estos discursos hay una serie de murales pintados por Jules Guérin y muestran un ángel, que representa la verdad, liberando a un esclavo (en la pared sur, encima del Discurso de Gettysburg), y la unidad del Norte y el Sur (encima del segundo discurso inaugural). En la pared detrás de la estatua, sobre la cabeza, se encuentra esta dedicatoria:

IN THIS TEMPLE
AS IN THE HEARTS OF THE PEOPLE
FOR WHOM HE SAVED THE UNION
THE MEMORY OF ABRAHAM LINCOLN
IS ENSHRINED FOREVER
EN ESTE TEMPLO
COMO EN LOS CORAZONES DE LA GENTE
PARA QUIENES SALVÓ LA UNIÓN
LA MEMORIA DE ABRAHAM LINCOLN
SE CONSAGRA PARA SIEMPRE

## Eventos

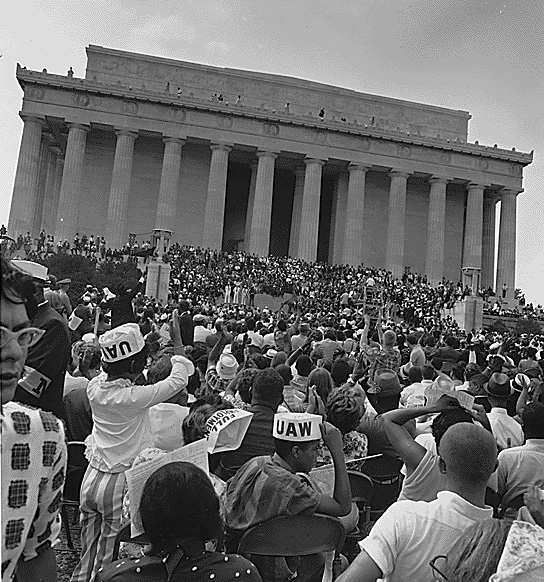
Manifestación por los Derechos Civiles en Washington, el 28 de agosto de 1963.

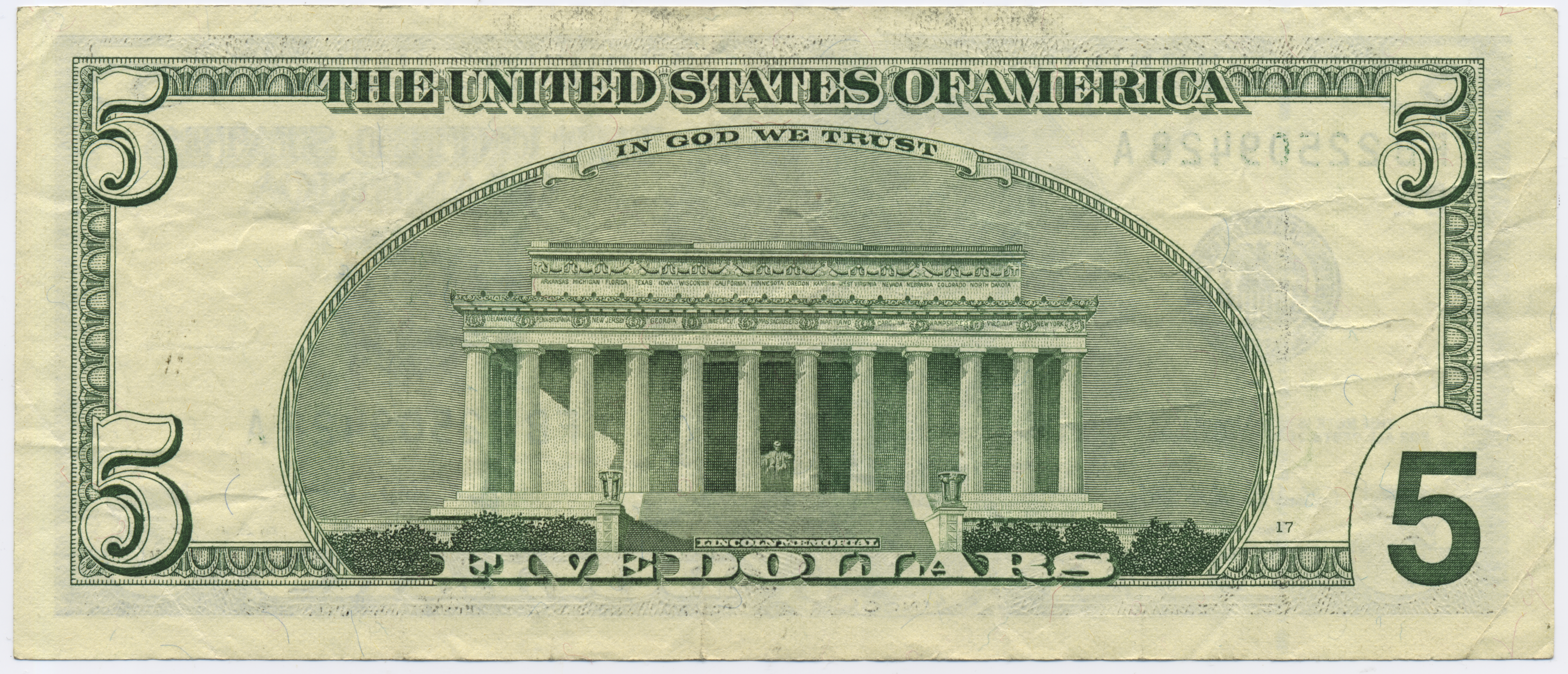
El Monumento a Lincoln en un billete de 5 dólares.

En 1939, a la cantante Marian Anderson se le denegó actuar en el Constitution Hall de Washington debido a su color de piel. El entonces secretario ejecutivo de la Asociación Nacional para el Progreso de las Personas de Color, Walter F. White, sugirió al Secretario de Interior Harold L. Ickes, que preparase la actuación de Anderson en las peldaños del monumento a Lincoln con una audiencia de 70.000 personas y la emisión por la radio nacional. Fue un éxito rotundo.
El 28 de agosto de 1963, el monumento fue testigo de una de las mayores manifestaciones de la historia estadounidense, la Marcha en Washington por el Trabajo y la Libertad, punto candente del Movimiento por los Derechos Civiles en Estados Unidos. Muchos discursos se han pronunciado frente a este edificio, incluyendo el "Yo tengo un sueño" de Martin Luther King. Se calcula que alrededor de 250.000 personas acudieron a presenciar el discurso. En recuerdo de esta multitudinaria manifestación hay una baldosa conmemorativa en el escalón desde el cual el reverendo King pronunció dicho discurso y, a algunos cientos de metros de distancia, el Memorial a Martin Luther King inaugurado en 2011.

## Imágenes del monumento

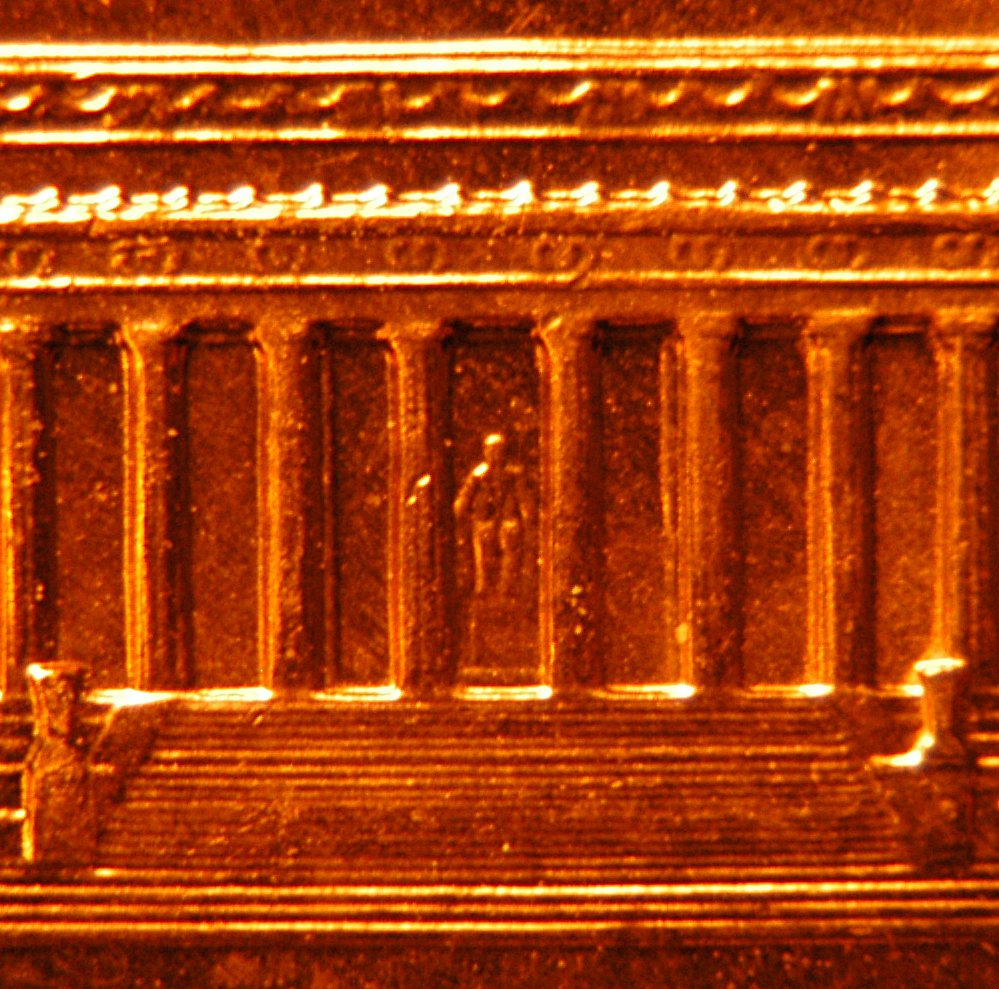
El Monumento a Lincoln en una moneda de un centavo de dólar.

El Monumento a Lincoln se podía ver en el reverso de la moneda de un céntimo de dólar, ya que en 2010 el diseño del reverso cambió a un escudo. En el ensayo titulado Theory and Practise of Numismatic Design (Teoría y Práctica del Diseño Numástico), Steve Crooks afirma que debido al detalle en el que el Monumento a Lincoln se mostraba en la moneda era posible verle la cara al expresidente. Así, Lincoln era la única persona que se mostraba en el anverso y el reverso de una misma moneda de los Estados Unidos. Esto fue verdadero hasta 1999 cuando el estado de Nueva Jersey creó una nueva moneda de 25 centavos de dólar con George Washington en ambas caras de la moneda.
El Monumento a Lincoln se puede ver en la parte de atrás del billete de cinco dólares estadounidenses, que tiene un retrato de Lincoln en la parte delantera.

## Leyendas asociadas a la escultura de Lincoln

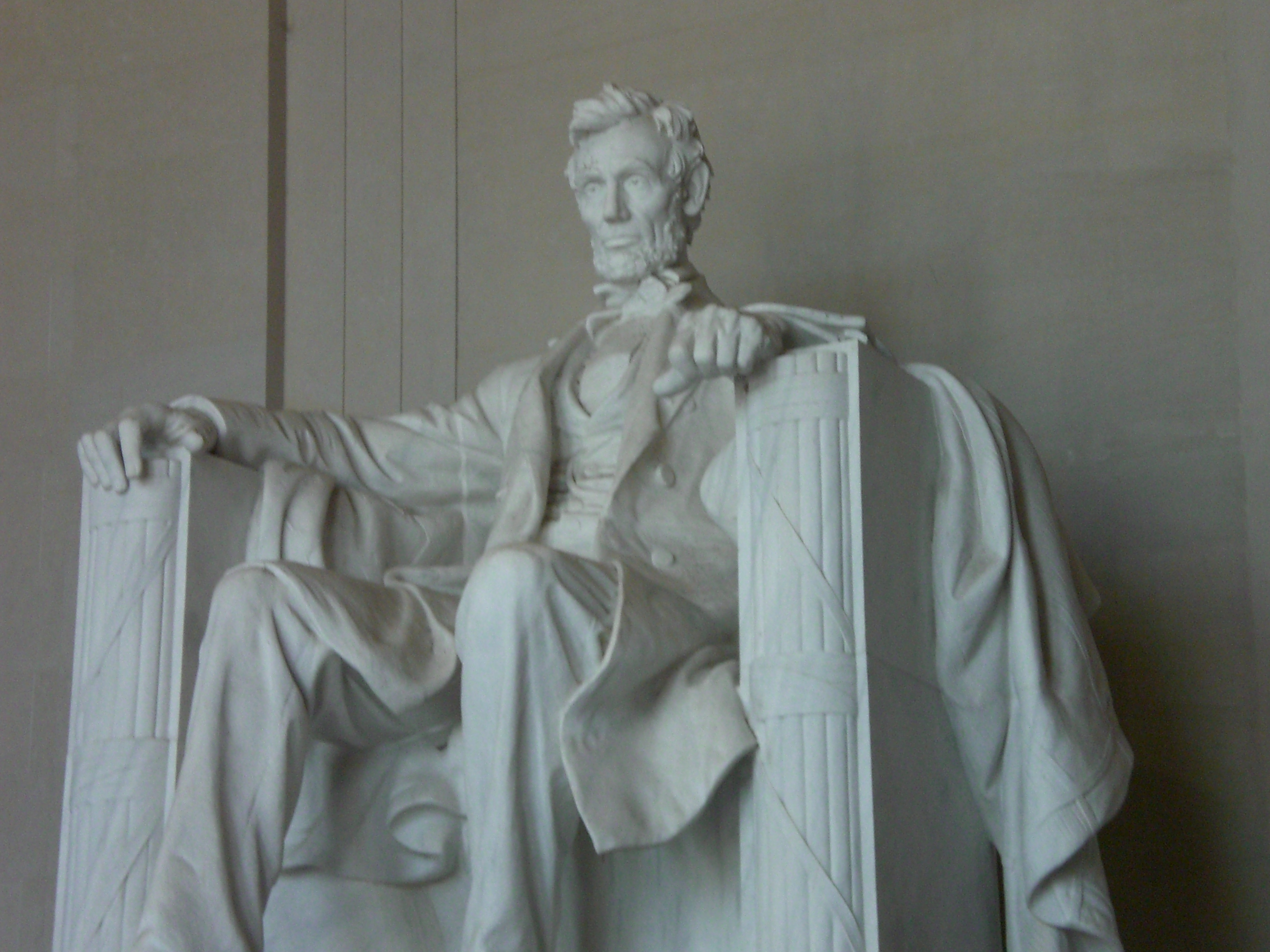
Abraham Lincoln está sentando mirando a la piscina reflectante y al Monumento a Washington.

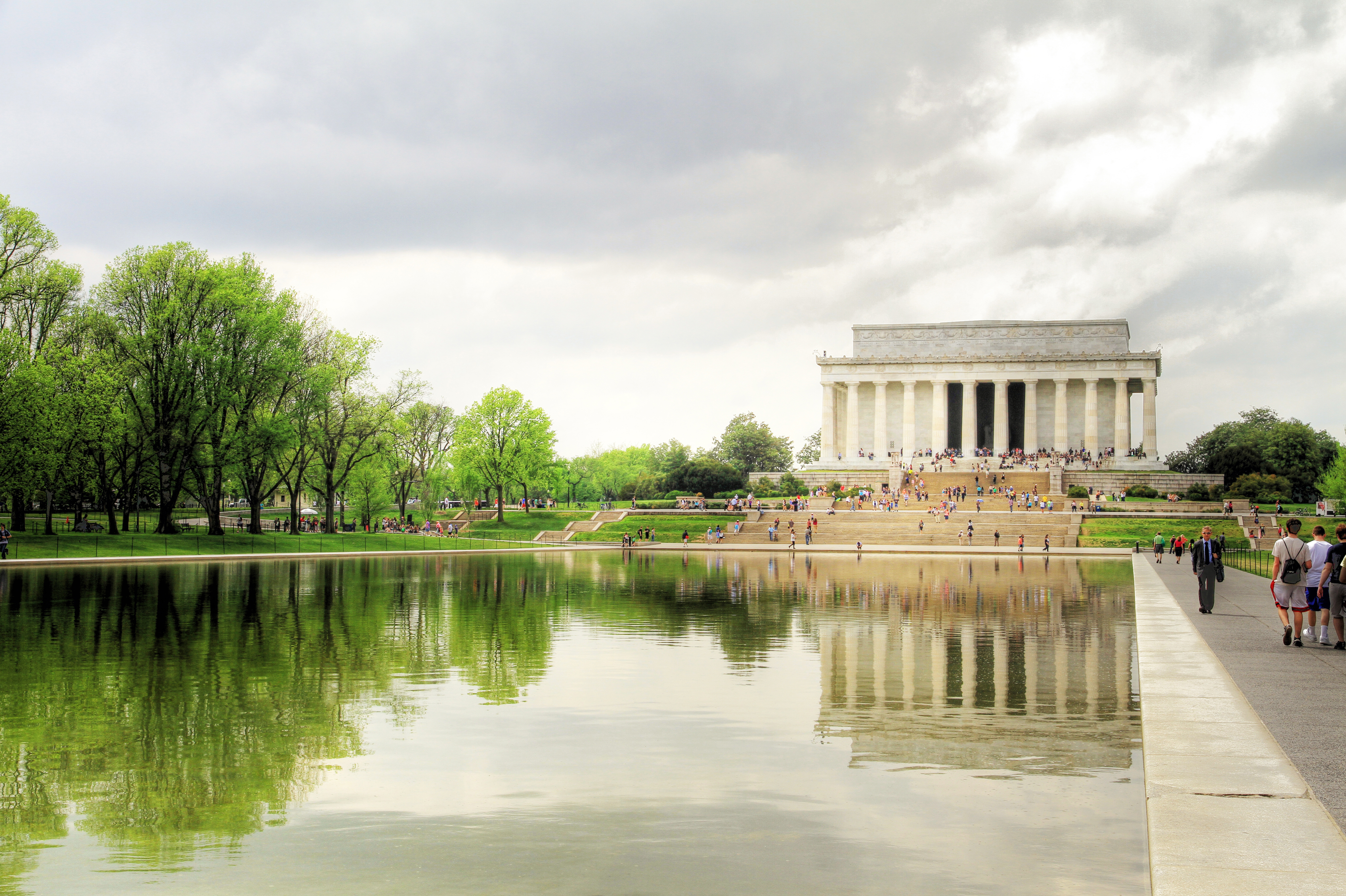
Piscina reflectante

Algunos han afirmado, erróneamente, que la cara de Robert E. Lee está tallada en la parte de atrás de la cabeza de Lincoln, mirando hacia atrás a través del río Potomac hacia la casa monumento Custis-Lee en el Cementerio Nacional de Arlington.
Otra leyenda popular es que Lincoln se muestra utilizando la lengua de signos para representar a sus iniciales, con la mano izquierda forma una "A" y con su mano derecha forma una "L". El Servicio de Parques Nacionales niega ambas historias, son leyendas urbanas.
Sin embargo, el historiador Gerald Prokopowicz escribe que, si bien no está claro que el escultor Daniel Chester French usara la lengua de signos de sus versiones iniciales, es posible que Chester French no tuviera la intención, ya que estaba familiarizado con la lengua de signos americana, y además hubiera tenido una razón para hacerlo, para rendir homenaje al Lincoln por haber firmado la legislación federal que Universidad Gallaudet, una universidad para sordos, y la autoridad para otorgar títulos universitarios.
La National Geographic Society en la publicación, Identificar el pasado en Washington DC afirma que Daniel Chester French tuvo un hijo que era sordo y que el escultor estaba familiarizado con la lengua de signos.

## Otros monumentos a Lincoln en Washington D.C.
El monumento a Lincoln tuvo 3 predecesores en la capital. La primera estatua a Lincoln en los Estados Unidos, en frente de lo que fue el primer ayuntamiento (calle D) fue inaugurada el 15 de abril de 1868 por su sucesor, Andrew Johnson, en el tercer aniversario de la muerte de Lincoln. La pagaron los ciudadanos de Washington. Lot Flannery, el escultor irlandés, aseguró que conocía a Lincoln y que estuvo presente en el teatro en el que Lincoln fue asesinado. El monumento no se construyó solamente para conmemorar la muerte de Lincoln, sino también para hacer recordar que Lincoln pagó 1 millón de dólares a los dueños de esclavos en Washington para liberar a sus esclavos. Esta iniciativa muestra la necesidad de Lincoln para avanzar hacia el final de la esclavitud así como mantener la lealtad de los ciudadanos de Washington hacia la Unión. La estatua se retiró en 1919, pero se volvió a poner en 1923 tras una larga controversia.

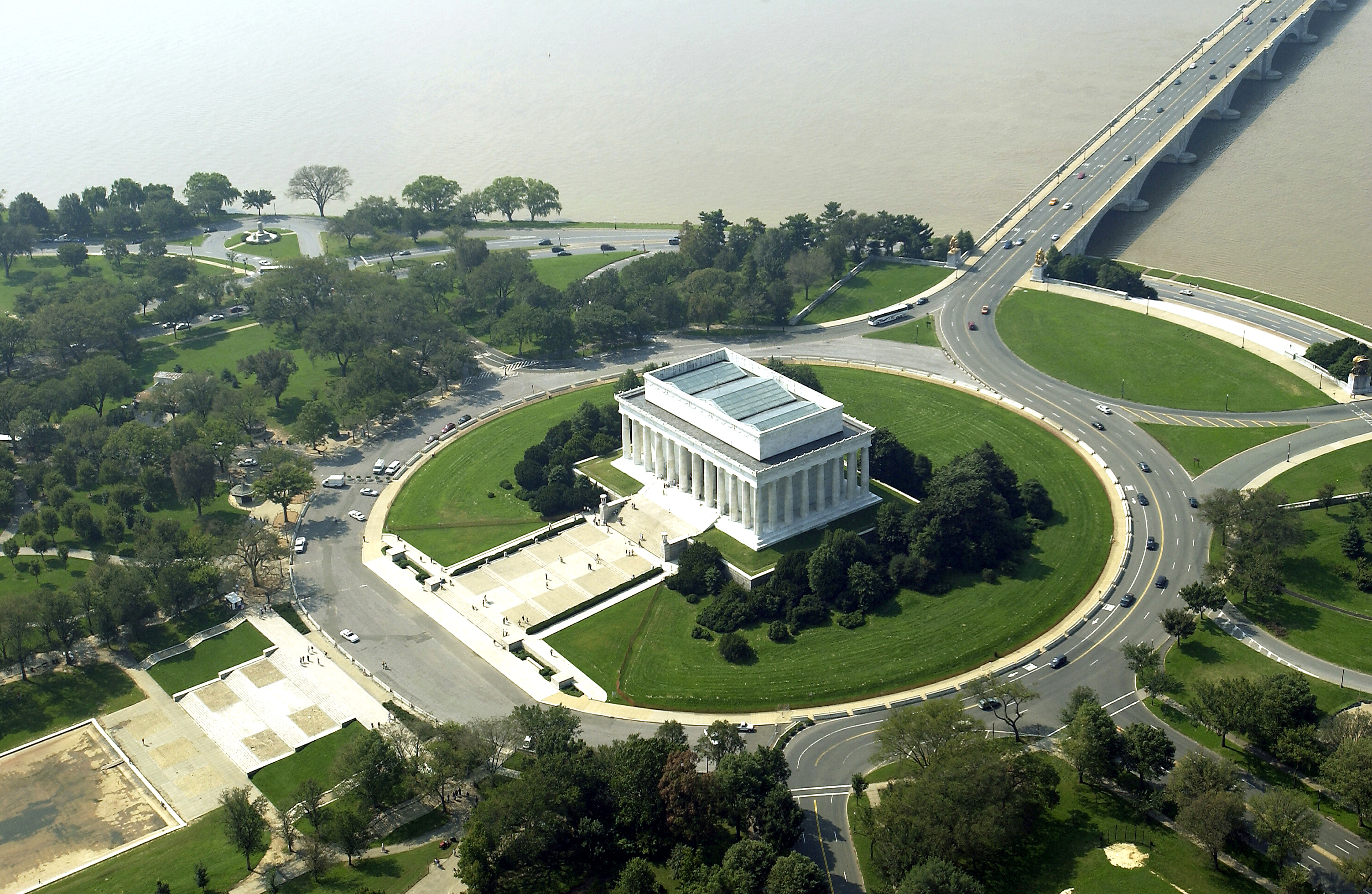
Vista aérea del monumento a Lincoln.

Otra estatua a Lincoln fue inaugurada en el interior de la rotonda del Capitolio de los Estados Unidos el 25 de enero de 1871, en presencia de Ulysses S. Grant. Aún siendo adolescente, la escultora Vinnie Ream empezó los bocetos preliminares de Lincoln durante los últimos 5 meses de su vida. Así se convirtió en la primera mujer en recibir una comisión del Congreso para crear una escultura del interior de la rotonda del Capitolio. Para recrearlo lo mejor posible, tomó prestada la ropa que Lincoln llevaba el día de su asesinato.
El Monumento de la Emancipación (también conocido como "Monumento a la Libertad") (1876) en Lincoln Park muestra un hombre de rodillas que representa el último hombre detenido bajo la ley de esclavos fugitivos de 1850, que rompe las cadenas de la esclavitud a la vez que Lincoln recita la Proclamación de Emancipación. Esclavos negros liberados reunieron el dinero para construirlo. La iniciativa fue de Charlotte Scott, de Virginia, que donó los primeros 5 dólares que ganó como ciudadana libre. Archer Alexander, un esclavo liberado, posó como esclavo para la estatua.

## Otros monumentos a Lincoln
Hay una estatua dedicada a Lincoln en la plaza Parliament Square de Londres. Es una réplica de la estatua creada por Augustus Saint-Gaudens para la inauguración del Lincoln Park de Chicago.
En la ciudad de Los Ángeles, California existe una estatua de bronce. Un memorial al Presidente Lincoln situado en Grand Park, en Centro de Los Ángeles.
En la ciudad de Redlands, California, existe un templo chico conservando la memoria de Lincoln y los soldados fallecidos en la guerra civil, llamado The Lincoln Memorial Shrine.
Hay una estatua de Lincoln de pie en Nashville, Tennessee.
En el parque Louisville Waterfront Park,en Kentucky. Ed Hamilton, escultor de prestigio y nacido en Lousiville, creó una escultura conmemorando el bicentenario de Lincoln.

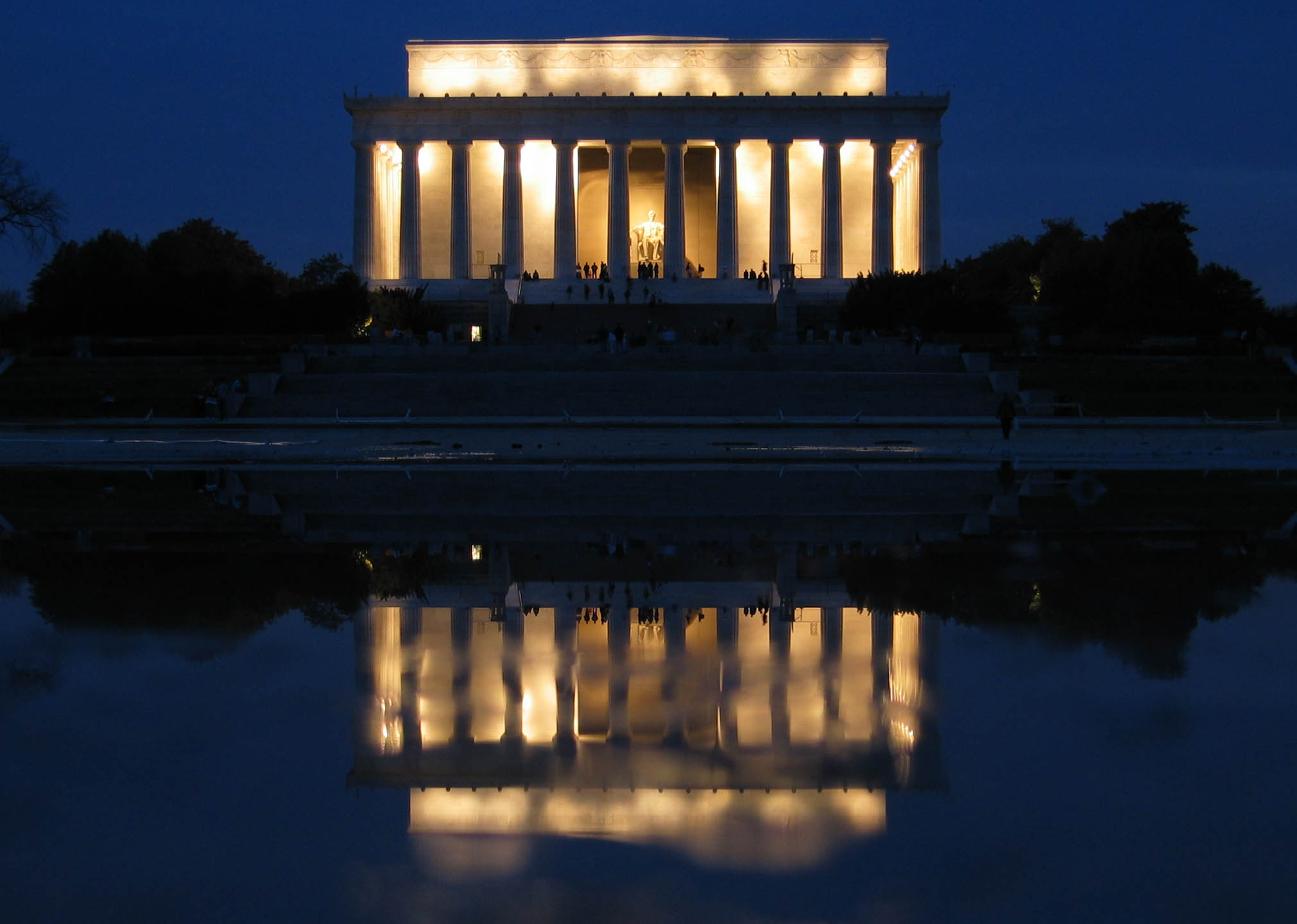
El Monumento a Lincoln de noche.

## Vandalismo
En septiembre de 1962, en medio del Movimiento por los derechos civiles en Estados Unidos, los vándalos pintaron las palabras "Nigger-lover" (amante de los negros) en letras rosadas, sobre la pared posterior
En la mañana del 26 de julio de 2013, el memorial se cerró después de que la base de la estatua y las piernas fueran rociadas con pintura verde. Ese mismo día fue reabierto. Jiamei Tian, una ciudadana china de 58 años, fue encontrada responsable del vandalismo. Después de su arresto en la Catedral Nacional de Washington National, fue ingresada en el hospital de santa Isabel, un centro psiquiátrico, y más tarde hallada incompetente para ser juzgada; después fue dada de alta en el hospital.
El 27 de febrero de 2017 se hallaron grafitis con marcador permanente en el memorial, así como en el Monumento a Washington, y el Memorial nacional a la Segunda Guerra Mundial, que decían "Jackie shot JFK" (Jackie disparó a JFK), "blood test is a lie" (la prueba de sangre es mentira), y otras cosas parecidas. Las autoridades creyeron que hubo una sola persona responsable del vandalismo.
El 15 de agosto de 2017, Reuters reportó que se había escrito "Fuck law" con aerosol rojo en una de las columnas. También se grabaron las iniciales "M+E" sobre el mismo pilar. Se usó un tipo de gel para quitar la pintura, pero la grabación se consideró como "daño permanente".
El 18 de septiembre de 2017, Nurtilek Bakirov de Kirguistán fue arrestado por un policía cuando estaba vandalizando el memorial sobre la 1:00 PM EDT. Bakirov usó un penique para grabar las letras "HYPT MAEK" en lo que parecían letras cirílicas en el quinto pilar del lado norte. Un conservador del Servicio de Parques Nacionales calificó el desperfecto como "daño permanente".